# Igreja de Santo Antônio (Três Lagoas)

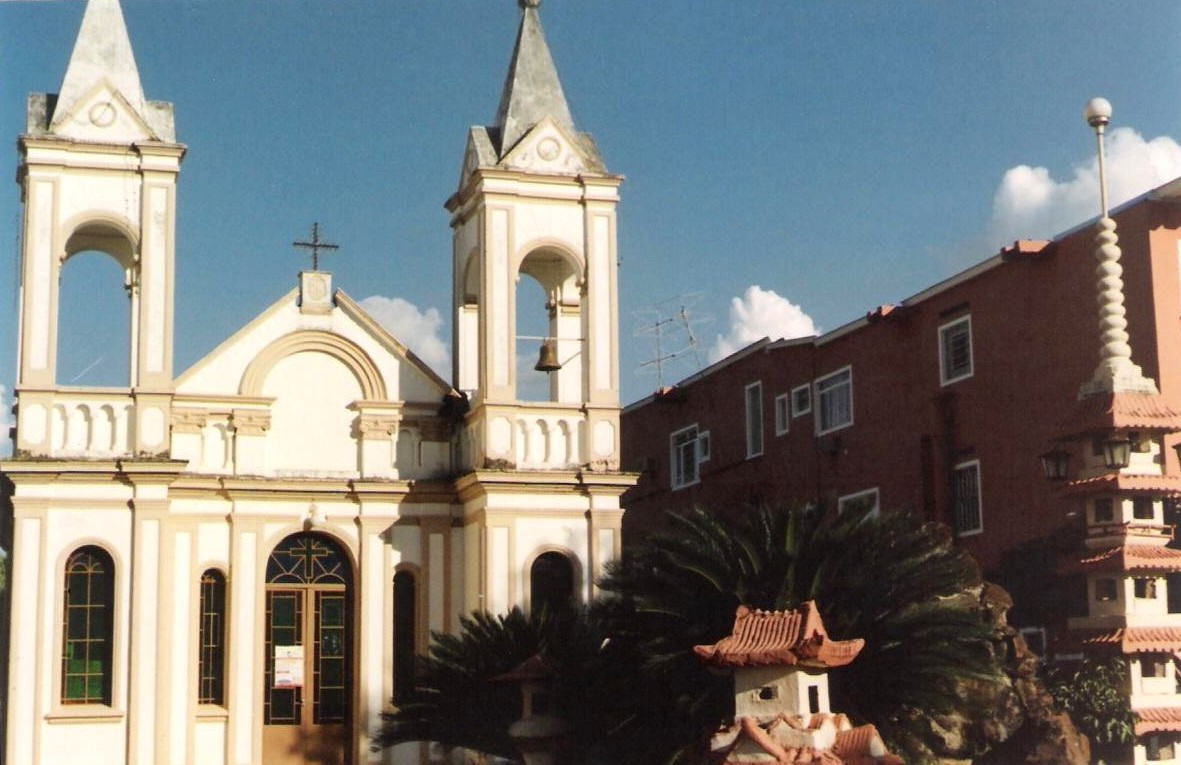
A igreja em 2007.

A Igreja Santo Antônio, Igreja de Santo Antônio, ou Igrejinha Santo Antônio, é um monumento arquitetônico da cidade brasileira de Três Lagoas, no estado de Mato Grosso do Sul.
Foi construída no ano de 1914 por Antônio Trajano dos Santos, um dos fundadores da cidade, e localiza-se na avenida que recebe o nome dele. Santo Antônio, por sua vez, era o santo de devoção de Antônio Trajano e se tornou o padroeiro de Três Lagoas. Ainda na década de 1910, foi construída a praça da igreja pela comunidade portuguesa da cidade.
Arquitetonicamente, a igreja representa uma confluência de estilos. Os ornamentos exteriores e as portas da Igreja Santo Antônio apresentam fortes influências da Arquitetura Românica. Já suas delicadas paredes e os vitrais em suas janelas demonstram características da Arquitetura Gótica. Seu interior, por fim, é decorado de forma extravagante, remetendo à Arquitetura Barroca de Minas Gerais, estado de origem de Antônio Trajano.
Quanto à praça, apresenta características clássicas, com bancos, jardins e passarelas. Algo incomum, no entanto, é a fonte de influências japonesas diante da igreja, construída pela comunidade nipo-brasileira treslagoense.

## Lenda do Pretinho aleijado
Culturalmente, para os habitantes de Três Lagoas a Igreja Santo Antônio ocupa um lugar importante como símbolo da cidade. Também foi o palco da história do Pretinho aleijado, hoje transformado em lenda.
O Pretinho aleijado, entre outras coisas, era o responsável por tocar o sino da igreja em horas específicas. Sua lenda se iniciou quando, durante um assalto à igreja, foi assassinado pelo assaltante. Desde então, diz-se que o sino da Igreja Santo Antônio toca por si só e que isso seria o espírito do Pretinho aleijado desempenhando seu trabalho.
A lenda do Pretinho aleijado se tornou famosa nacionalmente com a canção de mesmo nome gravada pela dupla Tião Carreiro e Pardinho. Desde então, foi gravada por vários intérpretes de música sertaneja e caipira.